# Copiula exspectata
Copiula exspectata es una especie de anfibios de la familia Microhylidae.

## Distribución geográfica
Se encuentra en Yapen, Nueva Guinea Occidental (Indonesia).